# Lubiniezky (kráter)

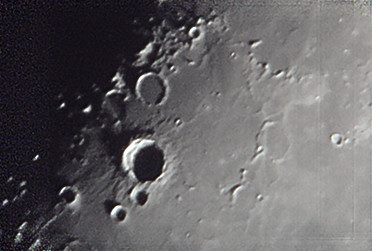
Nejvýraznějším a největším kráterem na snímku je Bullialdus. Lubiniezky je o něco menší kráter nad ním (fotografie není orientována severojižním směrem).

Lubiniezky je lávou zatopený kráter bez centrálního vrcholku ležící v západní části Mare Nubium (Moře mraků) na přivrácené straně Měsíce. Má průměr 44 km a je situován severozápadně od výrazného kráteru Bullialdus.
Lubiniezky byl v minulosti zaplaven lávou, jeho dno je tedy nyní relativně ploché, okrajový val je velmi nízký a má pravidelný kruhovitý tvar. Jihovýchodní část však chybí, tudy zřejmě pronikla láva do kráteru. Dva z jeho satelitních kráterů Lubiniezky A a Lubiniezky E jsou rovněž vyplněny zatuhlou lávou a leží severozápadně od hlavního kráteru. Severně se nachází menší kráter Darney.

## Název
Pojmenován je podle polského astronoma a historika Stanisława Lubienieckiho (1623–1675), který studoval především komety.

## Satelitní krátery
V okolí se nachází několik dalších kráterů. Ty byly označeny podle zavedených zvyklostí jménem hlavního kráteru a velkým písmenem abecedy.
| Lubiniezky | Sel. šířka | Sel. délka | Průměr |
| ---------- | ---------- | ---------- | ------ |
| A          | 16.4° J    | 25.6° Z    | 30 km  |
| D          | 16.5° J    | 23.4° Z    | 8 km   |
| E          | 16.6° J    | 27.3° Z    | 37 km  |
| F          | 18.3° J    | 21.8° Z    | 8 km   |
| G          | 15.3° J    | 20.2° Z    | 4 km   |
| H          | 17.0° J    | 21.2° Z    | 4 km   |